# Dinand Woesthoff
Dinand Woesthoff, właśc. Marco Frank Ferdinand Woesthoff (ur. 6 września 1972 w Gorinchem) – holenderski muzyk rockowy. Obecnie jest wokalistą w rockowym zespole Kane. W 2003 poślubił holenderską aktorkę Guusje Nederhorst, która zmarła rok później.